# Pride Park (Miami Beach)
El Pride Park (en español: Parque del Orgullo) es un parque de 5,8 acres (2,3 ha) de Miami Beach, se encuentra situado frente el Centro de Convenciones de Miami Beach, el Jardín Botánico de Miami Beach y el ayuntamiento.  El parque recibió su nombre para mostrar el apoyo de la comunidad a la comunidad LGBTQ. 
El parque contiene más de 500 árboles, un jardín tropical, un área de juegos con césped, una plaza de veteranos y una zona de arte público que incluyen dos esculturas de Bent Pool, de Elmgreen & Dragset, donada en 2019, y Minna, de Juame Plensa, donada en 2022. 

## Historia
En abril de 2019, comenzó la construcción, con el objetivo de convertir el estacionamiento principal del centro de convenciones en un parque. 
El 3 de mayo de 2019, se inauguró el parque mediante un evento público al que asistieron representantes de la empresa constructora Critical Path, el gobierno municipal y el alcalde, entre otros.

## Eventos
Uno de los primeros eventos celebrados en el recién inaugurado Pride Park en diciembre de 2019 fue la feria de diseño Design Miami, que se lleva a cabo durante la feria de arte Art Basel Miami.  El parque también alberga una serie de eventos para la celebración anual del Orgullo de Miami Beach cada año. 
Algunos de los eventos celebrados en el Pride Park son:
- Orgullo de Miami Beach
- Art Basel Miami
- Design Miami
- Miami International Boat Show [9]